# Marca ciudad

I Love New York, logo de la ciudad de Nueva York.

Una marca ciudad (en inglés: city brand), en marketing, es el propio nombre de la ciudad al que se asocia una serie de atributos singulares y exclusivos por los que se puede identificar, reconocer y diferenciar dicha ciudad de otras. Se trata de una forma de marca lugar (place brand) análoga a la de marca país.
Una marca de ciudad tiene que utilizarse como símbolo de su personalidad y debe estar asociada a una serie de activos y recursos urbanos existentes y a unos valores relacionados con el modelo de la ciudad y con una significativa capacidad de atracción.[cita requerida]

## Ejemplos de marca ciudad
PricewaterhouseCoopers ha elaborado un estudio a partir de entrevistas con alcaldes y gestores de 44 ciudades de todo el mundo en el que se mencionan ejemplos de algunas ciudades destacadas.
Ejemplos de ciudades con sus principales atributos:
- Londres: Capital de las Finanzas.
- Ámsterdam: Capital Cultural y de ocio.
- Melbourne: Capital medioambiental.
- Birmingham: Capital de la democracia.
- Fráncfort: Capital de la intelectualidad.
- Zúrich: Capital tecnológica.
- Bruselas: Capital de los negocios.
- Madrid: Capital de la sostenibilidad.
- Barcelona: Capital del conocimiento.
- Valencia: Capital de la información Global.
- Zaragoza: Un reto, una ciudad.
- San Francisco de Macoris: Ciudad de leyendas.
- Pontevedra: Capital de la movilidad amable.
- Ciudad de México: Capital cultural de América.

## Ventajas comparativas
Según explican algunos expertos, el marketing de ciudades es "una estrategia que permite el desarrollo de los atributos de una ciudad en forma positiva, que permite definir sus ventajas comparativas con el resto de ciudades similares".
Pero es cierto que hablar de marca para una ciudad es más complicado que hacerlo para un producto, un servicio o una empresa; involucra a un número de "accionistas" mucho mayor: habitantes, políticos, empresarios, artistas, turistas, periodistas, potenciales inversores externos y funcionarios de la administración pública.
Si la base del éxito de una ciudad es su posicionamiento único y diferencial, la dificultad aparece porque la mayoría de las ciudades no se identifica con un único valor, sino con muchos, algunos de los cuales, además, son compartidos por diversas ciudades.